# Citrin
Citrin er en gul, makrokrystalinsk variant af kvarts. Navnet henviser til mineralets citrongule farve. 
Krystallet slibes og anvendes som smykkesten. De fleste smykkestene stammer fra Brasilien. 
Farven skyldes et lille indhold af jern. 
Noget af den citrin, der bringes i handelen, er i virkeligheden ametyst, der har været opvarmet (er blevet brændt), hvorved den skifter farve til gul. 
Det er ikke alle ametyster, der bliver gule ved den behandling. 